# Країна мрій (гурт)
Країна мрій (пол. Kraina Mrij) — польський музичний гурт, створений українцями Польщі 29 вересня 1999 році в місті Гурові Ілавецькому. Музика гурту базується на українським фольку з елементами року.

## Історія гурту
Гурт «Країна мрій» почав свою творчу діяльність у 1999 році. Перші роки існування гурт пройшли у пошуках стилю, музика була заснована, головним чином, на українських народних елементів.
У 2004 році гурт «Країна мрій» випустив свій дебютний альбом «Twoji Usta» на основі українського фолку.
Гурт «Країна мрій» у 2014 році випустив свій другий альбом «WATRA». Промоція альбому почалася 15 травня 2014 року в Ольштині. 

## Склад гурту
- Януш Бусько — вокал; електрична гітара, акустична гітара;
- Андрій Коришко — бас-гітара, вокал;
- Павло Кадилак — синтезатори, акордеон, вокал;
- Мирослав Коришко — ударні;

## Дискографія
- «Twoji Usta» (2004)
- «PROMO I» (2006)
- «PROMO II» (2008)
- «WATRA» (2014)